# Яхромская волость
Яхромская волость — волость в составе Дмитровского уезда Московской губернии. Существовала в 1917—1929 годах. Центром волости был посёлок Малые Семёшки, а с 1926 года — Суровцево.

## История
Яхромская волость была образована в составе Дмитровского уезда в 1917 году. В её состав вошли селения:
- из Ильинской волости: Семешки, Животино и Леоново;
- из Ольговской волости: Андреевское, Астрецово, Вороново, Елизаветино, Ковшино, Кромино, Круглино, Перемилово, Починок,  Степаново, Суровцево и Яковлево.

По данным 1918 года в Яхромской волости было 6 сельсоветов: Астрецовский, Животинский, Мало-Семешкинский, Починковский, Суровцевский, Яхромский.
В 1923 году Суровцевский с/с был переименован в Ковшинский, Яхромский — в Степановский, а М.-Семешкинский — в Перемиловский. Был создан Семешкинский с/с.
В 1924 году Ковшинский с/с был переименован обратно в Суровцевский.
В ходе реформы административно-территориального деления СССР в 1929 году Яхромская волость была упразднена.